# Ezkai
Ezkai es una entidad de población española del municipio de Lónguida, perteneciente a la Comunidad Foral de Navarra.

## Toponimia
El lugar puede aparecer referido como «Ezkai» y «Ezcay».

## Historia
Hacia mediados del siglo XIX, el lugar, ya por entonces perteneciente a Lónguida, tenía contabilizada una población de 35 habitantes. Aparece descrito en el séptimo volumen del Diccionario geográfico-estadístico-histórico de España y sus posesiones de Ultramar de Pascual Madoz con las siguientes palabras:

EZCAY: l. del ayunt. del valle de Longuida en la prov. y c. g. de Navarra, aud. terr. y dióc. de Pamplona (5 leg.), part. jud. de Aoiz (1): sit. al N. de una sierra con un llanito sobre la orilla izq. del r. Irati con clima templado; combátenle los vientos N. y S., y se padecen inflamaciones y catarros. Tiene 3 casas; igl. parr. (San Martin), servida por un cura; cementerio contiguo á la igl., y un palacio ant. con una mala torre. Confina el term. N. Osa; E. Rala; S. Gorioz, y O. Itoiz. El terreno es cascajal rojo; al S. se encuentra un monte bastante elevado poblado de robles y pinos, y al NO. hay una borda para ganados con objeto de aprovechar las yerbas de aquella parte: atraviesa junto al l. el r. Irati con una barca para pasar al molino de Osa. Los caminos son de herradura, locales y en mal estado. El correo se recibe de la cab. del part. prod.: trigo, avena, yeros, patatas, vino, melocotones y legumbres; cria de ganado lanar, vacuno y cabrio; caza de perdices y liebres; pesca de truchas, anguilas, barbos y madrillas. pobl.: 3 vec., 35 hab. riqueza y contr. (V. Longuida valle).
(Madoz, 1847, p. 633)

El lugar quedó sumergido en el embalse de Itoiz. En 2022, no tenía empadronado ningún habitante.